# Göttinger Symphonieorchester

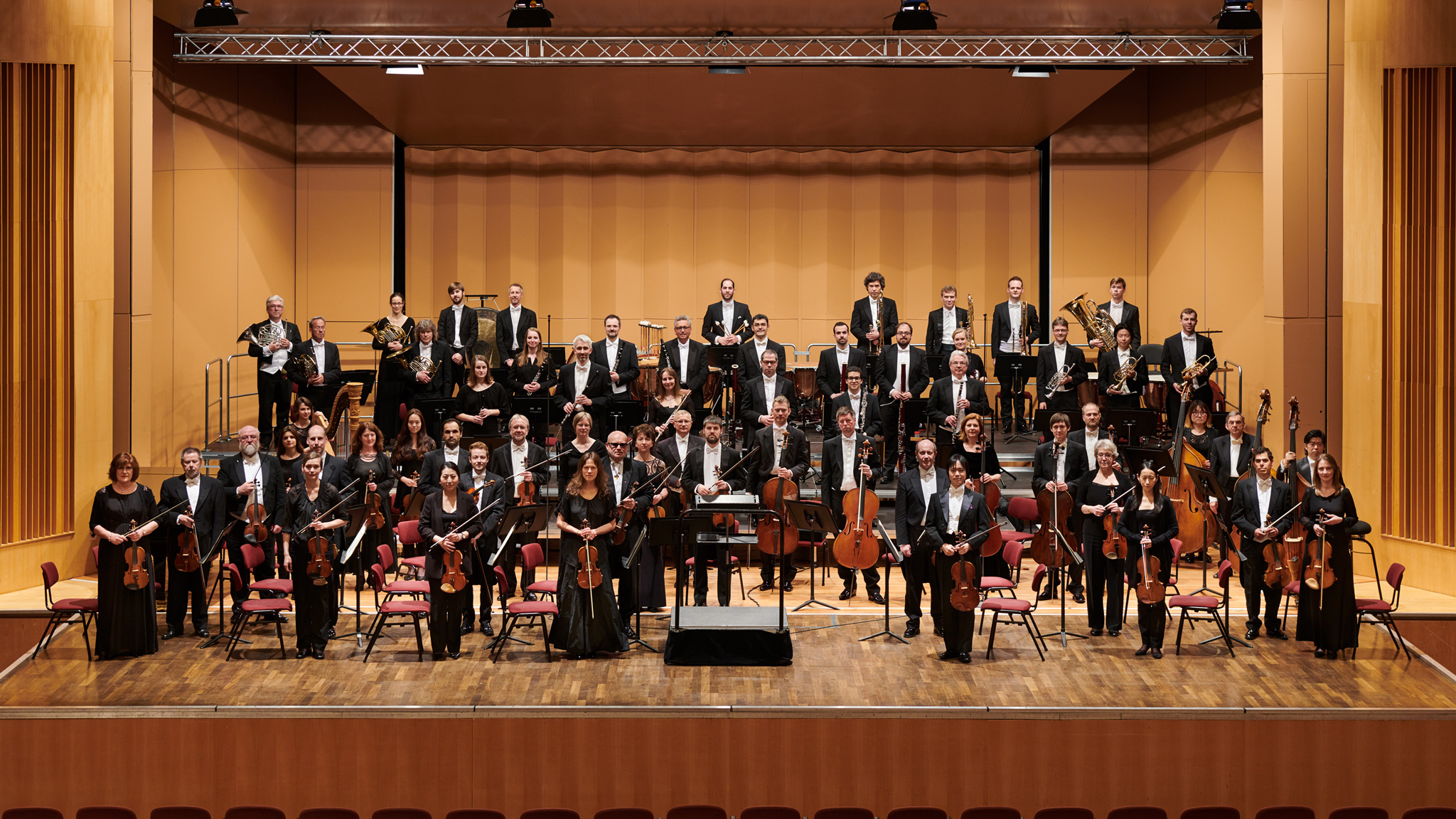
Das Göttinger Symphonieorchester im April 2018

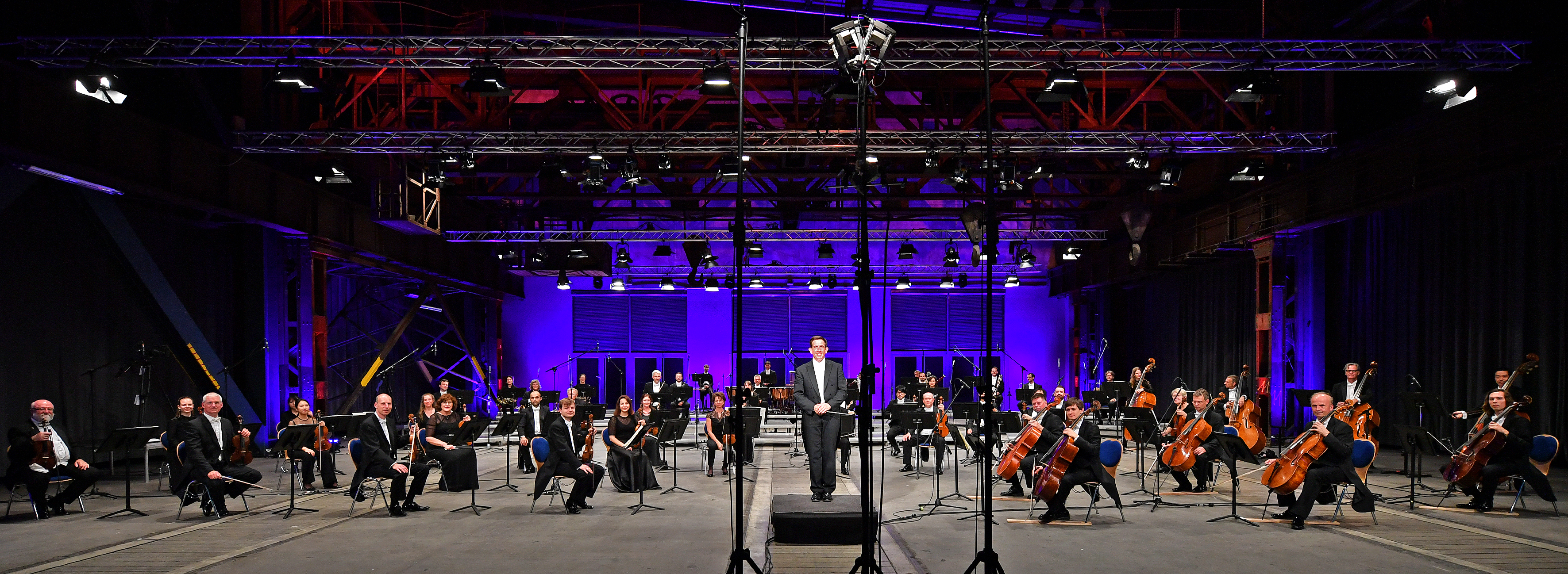
Das Göttinger Symphonieorchester im Juli 2020

Das Göttinger Symphonieorchester (GSO) ist ein Sinfonieorchester in der niedersächsischen Universitätsstadt Göttingen. Es wurde im Jahr 1862 gegründet.

## Geschichte
Seit seiner Gründung im Jahr 1862 gehörten herausragende Künstler wie Richard Strauss, Ferruccio Busoni, Max Reger, die Gebrüder Eugen und Georg Ludwig Jochum, Sir Georg Solti, Dietrich Fischer-Dieskau, Wilhelm Kempff, Gidon Kremer, Martha Argerich, Heinrich Schiff, Rudolf Buchbinder, Simone Kermes, Dimitri Ashkenazy, Niklas Liepe,  Albrecht Menzel, Johanna Malangré, Tassilo Probst und andere mehr zu musikalischen Weggefährten des Göttinger Symphonieorchesters.
Heute spielen rund 60 Musikerinnen und Musiker aus 24 Ländern im Orchester. Seit 2001 ist Frank Peter Zimmermann Ehrenmitglied des Göttinger Symphonieorchester.

## Repertoire
Das Repertoire des Orchesters folgt allen historischen und stilistischen Richtungen – vom Barock bis zur Gegenwart. Außerdem werden häufig Werke zeitgenössischer Künstler vorgestellt. Dabei zeugen zahlreiche Uraufführungen vom hohen Engagement des Orchesters für die Moderne.

## Konzert-Aktivitäten
Das Göttinger Symphonieorchester bietet seinem Publikum mit mehr als 100 Konzerten im Jahr ein breit gefächertes Programm. Im kulturellen Leben von Göttingen ist es fest verankert und darüber hinaus als „das Reiseorchester Niedersachsens“ ein wichtiger Klangkörper in der niedersächsischen Musiklandschaft.
Das Orchester ist regelmäßiger Gast auf Musikfestivals wie den  Internationalen Händel-Festspielen Göttingen, den Choriner Musiksommer, den Festspielen Mecklenburg-Vorpommern, den Sommerlichen Musiktagen Hitzacker, den Niedersächsischen Musiktagen, den Harzburger Musiktagen, den Domkonzerten Königslutter, den Walkenrieder Kreuzgangkonzerten oder den Weilburger Schlosskonzerten.
Hinzu kommen erfolgreiche Gastspiele in ganz Deutschland und im benachbarten Ausland.
2017 führte eine Tournee das Orchester u. a. in die Volksrepublik China.
Seit Jahren widmet sich das Orchester mit großem Erfolg neuen Besuchergruppen. Eigens für die Zielgruppen Kinder, Jugendliche, Behinderte sowie ältere Mitbürger werden Konzerte in Kindergärten, Schulen, Krankenhäusern und Altersheimen in und außerhalb Göttingens angeboten und öffentliche Generalproben ausgerichtet.
Zudem liegen zahlreiche CD- und Rundfunkaufnahmen mit dem Göttinger Symphonieorchester vor.

## Chefdirigenten seit 1862

Logo 2012

- August Ferdinand Schmacht (1862–1886)
- Rudolph Bullerjahn (1886–1890)
- Eduard Gustav Wolschke (1890–1904)
- Walter Mundry (1904–1912)
- Phillip Werner (1913–1921)
- Heinz Schwier (1922–1932)
- Herbert Charlier (1932–1933)
- Hermann Henze (1933–1934)
- Fritz Volkmann (1934–1935)
- Hans Lenzer (1935–1936)
- Werner Ellinger (1936–1937)
- Mathieu Lange (1937–1943)
- Werner Bitter (1943–1946)
- Fritz Lehmann (1946–1950)
- Günther Weißenborn (1950–1957)
- Béla Hollai (1957–1962)
- Othmar M. F. Mága (1962–1967)
- Andreas Lukácsy (1968–1974)
- Volker Schmidt-Gertenbach (1968–1974 stellv. Chefdirigent)
- Volker Schmidt-Gertenbach (1974–1989 Chefdirigent)
- Hermann Breuer (1982–1991 stellv. Chefdirigent)
- Christian Simonis (1990–2005)
- Christoph-Mathias Mueller (2005–2018)
- Nicholas Milton (seit 2018)

## Diskografie (Auswahl)
- Kikta, Rubtsov, Eshpai: Russian oboe concertos. Maria Sournatcheva (Oboe), Christoph-Mathias Mueller. Musikproduktion Dabringhaus & Grimm, Detmold (2016)
- Ludwig van Beethoven: Egmont; op. 84. Schauspielmusik zu Goethes Trauerspiel. Sony Music Entertainment, München (2013)
- Max Bruch: Arminius, oratorio; op. 43. (Libretto: Joseph Cüppers). Cpo-Musikproduktion, Georgsmarienhütte (2009)
- Max Bruch: Scottish fantasy; op. 46. Sabrina Höpcker, Vahlde (2009)
- Flötenkonzerte in romantischer Zeit. Leuenhagen und Paris, Hannover; TIM The International Music Company (Vertrieb), Hamburg (2001), ISBN 3-923976-29-1
- Literatur und Musik. Göttinger Symphonie-Orchester, Göttingen (2000)
- Waltzes and quadrilles from Vienna. Naxos Deutschland, Unterhaching (2000)
- Komponisten in Niedersachsen. Vol. 1 + 2. Thorofon, Wedemark (2000)
- Jean Françaix:  L’apocalypse selon St. Jean. Schott Wergo Music Media, Mainz (1998)
- Johannes Brahms: Ein deutsches Requiem. Norbert Ehl, Wolfhagen (1985)
- Franz Schubert: Messe Es-Dur. Hannoversche Chorgemeinschaft, Hannover (1983)

## Preise und Auszeichnungen
In den letzten Jahren ist das vielfältige Engagement des Orchesters durch mehrere Auszeichnungen gewürdigt worden:
- Vom Deutschen Musikverleger-Verband wurde der Preis „Das beste Konzertprogramm der Saison 1995/96“ zuerkannt.
- Von der französischen Zeitschrift Opéra International erhielt die Live-Aufnahme der Apocalypse selon St. Jean von Jean Françaix auf CD aus dem Jahre 1997 die höchste Bewertung – „Le Timbre de Platine“.
- Für die CD-Einspielung der „Russian Trumpet Concertos“ mit Reinhold Friedrich wurde der ECHO Klassik Award 2013 verliehen.
- Für die Live-Aufnahme der CD „Russian Oboe Concertos“ mit Maria Sournatcheva wurde der ECHO Klassik 2017 verliehen.